# Bull (Computerhersteller)

Ehemaliges Logo

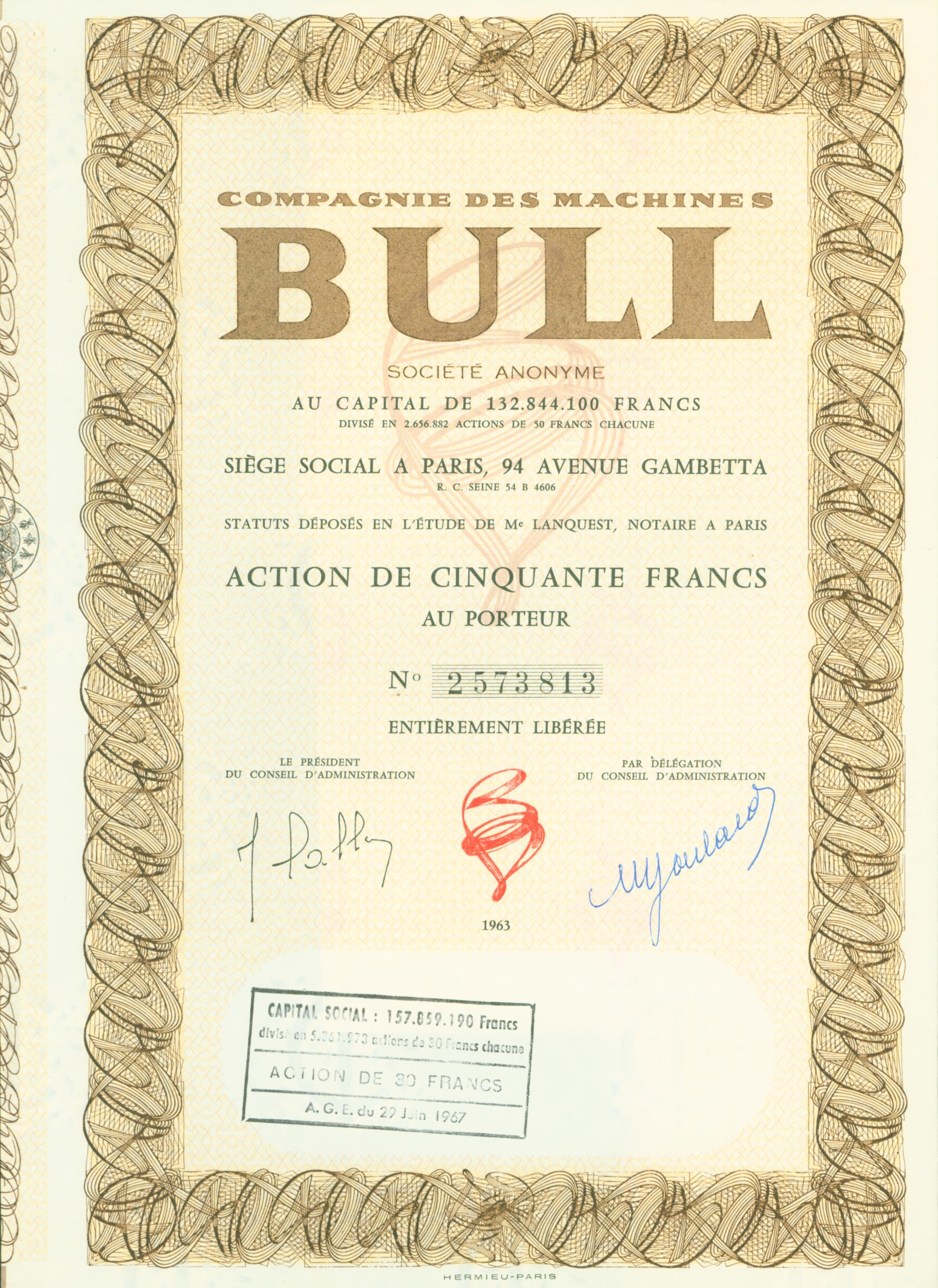
Aktie über 50 Francs der Compagnie des Machines Bull S. A. von 1963

Die Bull S.A. ist ein französischer Computerhersteller mit Sitz in Les Clayes-sous-Bois bei Paris und gehört heute zum IT-Dienstleister Atos.

## Geschichte
- Bull wurde 1931 als H.W. Egli Bull in Paris gegründet, um die Patente des norwegischen Erfinders Fredrik Rosing Bull zu vermarkten.
- 1933 wurde H.W. Egli Bull in Compagnie des Machines Bull (CMB) umbenannt.
- Zunächst stellte die Firma Drucker und Lochkartenstanzer her, ab 1951 auch Computer.
- 1960 wurde die deutsche Niederlassung mit dem Namen Bull Deutschland Lochkarten GmbH in Köln gegründet.
- Von 1964 bis 1970: Zusammenschluss mit General Electric unter dem Namen Bull-General Electric.
- Von 1970 bis 1975: Zusammenschluss mit Honeywell unter dem Namen Honeywell-Bull.
- Von 1975 bis 1982: Zusammenschluss mit CII unter dem Namen CII – Honeywell-Bull. Die Firma bezog das ehemalige Hauptquartier der NATO in Europa in Louveciennes bei Paris. Von 1994 bis 2004 war dies auch der Sitz der Firma.[1]
- In den 1970ern wurde die Programmiersprache Ada 95 (ISO/IEC 8652) von Jean Ichbiah bei Bull Computer entworfen.
- 1983 übernahm Bull die Firma R2E, den Hersteller des Micral.
- 1982 wurde das Unternehmen unter dem Namen Groupe Bull verstaatlicht und mit anderen damaligen französischen Computerherstellern verschmolzen, 1994 aber wieder privatisiert.
- 1989 wurde Zenith Data Systems erworben, jedoch 1997 wieder verkauft.
- 2000 wurde die Chipkarten-Sparte an die Schlumberger N.V. verkauft, welche diese als Axalto wiederum an GemPlus verkaufte, woraus die Gemalto entstand.
- Mai 2014: Bull wird von Atos, einem französischen IT-Outsourcing-Dienstleister übernommen.
- April 2015: Das Logo des Unternehmens wird blau und passt sich damit der Atos Unternehmensfarbe an. Die Domains Bull.de sowie Bull.com werden auf Atos Server umgeleitet.

## Europäischer und weltweiter Anbieter

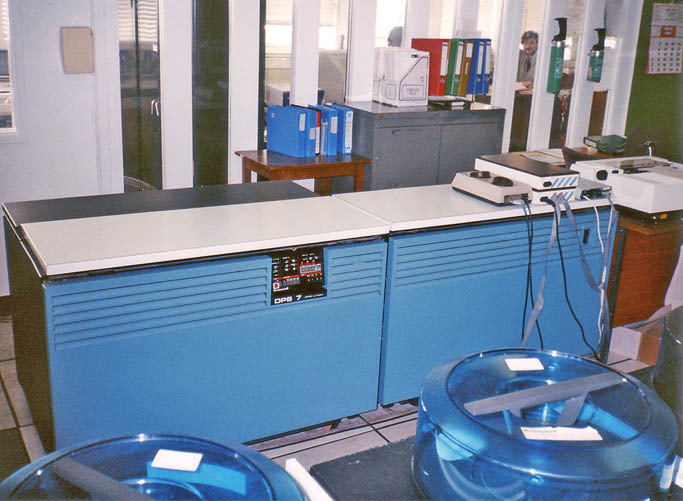
Honeywell-Bull-DPS-7-Großrechner

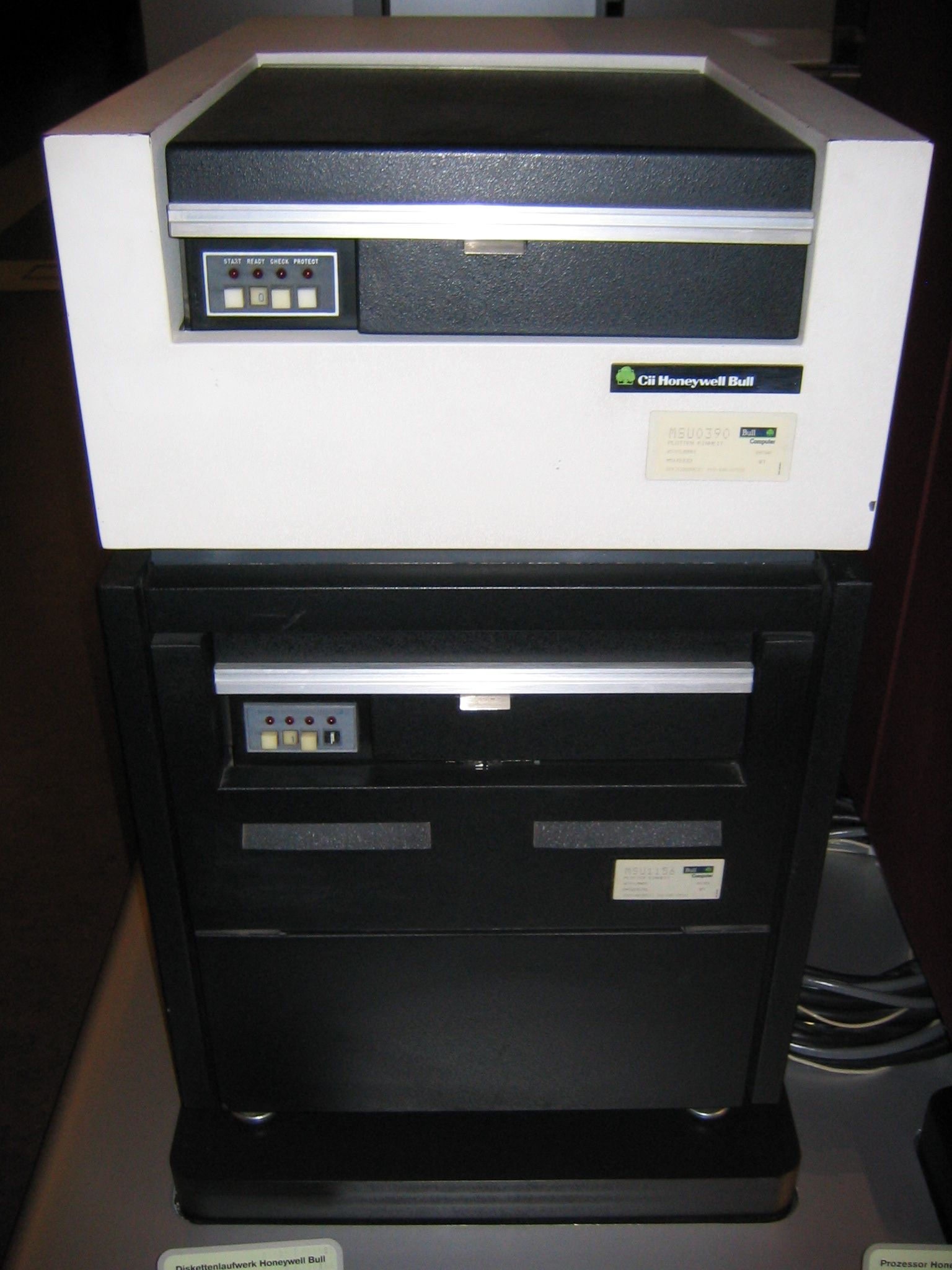
Honeywell-Bull-Festplatte

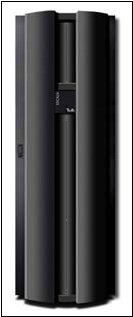
High End PL6460R Escala PL3250R

Heute ist Bull in über 50 Ländern als europäischer Hauptanbieter offener Informationssysteme vertreten und somit ein wichtiger europäischer Vertreter in der Informationstechnik. Zudem ist die Firma Spezialist im Umfeld der Großrechner, wie beispielsweise der TERA-10.
In der am 23. Juni 2009 auf der internationalen Supercomputerkonferenz ISC2009 veröffentlichten Top-500-Liste der weltweit schnellsten Supercomputer ist das Juropa-System – zusammengesetzt aus Bull Novascale und Sun-Blades – unter den Top 10 gelistet.

## Produktlinien
Server
- GCOS Mainframes: DPS 7000 und DPS 9000 für Bulls proprietäres Betriebssystem GCOS (GCOS-7 und GCOS-8) (mit CMOS-ASICs)
- AIX Server: Escala basierend auf IBMs Power-Prozessor (sind umgelabelte pSeries-Server von IBM). Allerdings wird AIX von einer bis zu 50 Köpfe starken Entwicklergruppe von Bull mit entwickelt. Die Power6-basierten pSeries Entry/Midrange-Systeme stammten ebenfalls von Bull.
- Intel Server: novascale bullion und NovaScale Universal basierend auf Intel Xeon. Die novascale bullion unterstützt bis zu 160 Intel Xeon Prozessorkerne und bis zu 2 Terabyte RAM und wird in großen Konsolidierungsprojekten mit VMware eingesetzt.

Storage
- Speicherlösungen: OEM/Reseller von EMC², SUN-StorageTek, NetworkAppliance, Brocade, Symantec, CommVault; daneben spezifische Speicherlösungen unter dem Markennamen Bull StoreWay

 HPC
- Cluster basierend auf NovaScale mit GPGPUs und der Bull Advanced Server for Xeon software suite für HPC oder dem Microsoft® Windows® HPC Server 2008

Printer
- Von 1961 bis 1991 stellte die Tochterfirma Bull Périphériques in Belfort Drucker her, zuerst Kettendrucker, kompatibel mit IBM Geräten, dann ab 1985 Non-Impact-Printer auf magnetischer Grundlage, eine Eigenentwicklung.[5]

## Partnerschaften
- Server: IBM, Intel, NEC
- Betriebssysteme: Microsoft, Citrix, VMware, Novell (Suse), Red Hat
- Storage: EMC², NEC, NetApp
- Open Source und Service-orientierte Architekturen: Apache
- Business Intelligence und ERP: Microsoft, Oracle, SAP
- Security: Symantec
- Energie-Effizienz-Check: Kooperation mit dem TÜV Rheinland für umweltfreundlichere Rechenzentren[6][7]